# 안다코요
안다코요(스페인어: Andacollo)는 칠레 코킴보 주 엘키 현의 코무나이다.